# Le soleil a toujours raison
Pour plus de détails, voir Fiche technique et Distribution.
Le soleil a toujours raison est un film français réalisé par Pierre Billon et sorti en 1943. 

## Synopsis
Dans un port de la Méditerranée, le pêcheur Tonio est fiancé avec Micheline, mais il est attiré par la belle gitane Georgia, qui vit avec l'homme du mas.

## Fiche technique
- Titre français : Le soleil a toujours raison
- Réalisation : Pierre Billon
- Scénario : Jacques Prévert et Pierre Billon d'après une nouvelle de Pierre Galante
- Décors : Georges Wakhévitch et Auguste Capelier ; maquettes d'Alexandre Trauner
- Photographie : Louis Page
- Son : Jean Lecoq
- Maquillage :  Hagop Arakelian
- Musique : Joseph Kosma (sous le nom de Jean Marion) et Eldo di Lazzaro (de)
- Paroliers : Louis Poterat, Jean Féline, Jean Rodor
- Montage : Pierre Poutet
- Société de production : Miramar
- Pays de production :  France
- Format : Noir et blanc - 35 mm - 1,37:1
- Genre : comédie dramatique
- Durée : 88 minutes
- Date de sortie : France - 27 janvier 1943

## Distribution
- Tino Rossi : Tonio
- Charles Vanel : l'homme du mas
- Micheline Presle : Micheline
- Pierre Brasseur : Gabriel
- Édouard Delmont : Étienne
- Germaine Montero : Georgia
- Pierre Prévert : l'innocent
- Charles Blavette
- Marcel Duhamel
- Nicolas Amato
- René Alié
- Charles Moulin
- Henri Arius
- Charles Lavialle
- Edmond Castel
- Gisèle Alcée
- Bouis
- René Béranger
- Claudie Carter
- Blanchette Delnar
- Lourdou
- Marguett
- Renée Reney
- Raymonde Vernay